# POEM@HOME
POEM@HOME (Protein Optimization with Energy Methods, dosłownie Optymalizacja Białek Metodami Energetycznymi) – projekt przetwarzania rozproszonego dostępny na platformie BOINC i prowadzony przez niemiecki Karlsruher Institut für Technologie.
Zadania dostarczane przez projekt polegają na symulacji zwijania się (fałdowania) białek i przewidywaniu ich docelowej, trójwymiarowej postaci na podstawie termodynamicznej hipotezy Anfinsena.